# 34678 Hansenestruch
34678 Hansenestruch è un asteroide della fascia principale. Scoperto nel 2001, presenta un'orbita caratterizzata da un semiasse maggiore pari a 2,4670387 au e da un'eccentricità di 0,1523388, inclinata di 4,32292° rispetto all'eclittica.